# Davao (regija)
Davao je jedna od 17 regija u Filipinima. Središte regije je u gradu Davao Cityju. Regija je poznata i kao Regija XI.

## Stanovništvo
Prema podacima iz 2010. godine u regiji živi 4.468.563 stanovnika dok je prosječna gustoća naseljenosti 221 stanovnik na km². 

## Podjela
Regija je podjeljena na četiri provincije, šest gradova, 44 općine i 1.160 barangaya. 
| Provincija/Grad   | Središte   | Stanovništvo (2010.) | Površina (km²) | Gustoća (na km²) |
| ----------------- | ---------- | -------------------- | -------------- | ---------------- |
| Compostela Valley | Nabunturan | 687.195              | 4.479,78       | 124,3            |
| Davao del Norte   | Tagum City | 945.764              | 3.426,99       | 214,8            |
| Davao Oriental    | Mati City  | 517.618              | 5.670,07       | 86,4             |
| Davao del Sur     | Digos City | 868.690              | 4.223,45       | 192,10           |
|                   |            |                      |                |                  |
| Davao City        | —          | 1.449.296            | 2.443,61       | 469,4            |

### Komponetni grad
- Digos City, Davao del Sur
- Mati City, Davao Oriental
- Panabo City, Davao del Norte
- Tagum City, Davao del Norte
- Island Garden City of Samal, Davao del Norte

### Visokourbanizirani grad
- Davao City